# Lepidiota stradbrokensis
Lepidiota stradbrokensis är en skalbaggsart som beskrevs av Lea 1919. Lepidiota stradbrokensis ingår i släktet Lepidiota och familjen Melolonthidae. Inga underarter finns listade i Catalogue of Life.